# Bolborhinum tricorne
Bolborhinum tricorne is een keversoort uit de familie cognackevers (Bolboceratidae). De wetenschappelijke naam van de soort werd in 1851 gepubliceerd door Antoine Joseph Jean Solier.